# 강태수
강태수(1992년 10월 12일 ~ )는 대한민국의 프로게임단 지도자이다.

## 지도자 생활
2013년, 큐빅의 코치로 부임하였다. 이후 ESC 에버의 코치로 부임했다.
2016년 5월, 버튜어소 게이밍의 코치로 부임했다.
2018시즌을 앞두고 담원 게이밍의 코치로 부임했다. 2020년 5월, 코치직에서 물러났다.
2021시즌을 앞두고 리브 샌드박스의 코치로 부임했다. 2022시즌 종료 후 코치직에서 물러났다.

## 소속팀
| # | 팀명            | 직책 | 소속 기간             | 소속 리그 | 비고 |
| - | --------------- | ---- | --------------------- | --------- | ---- |
| 1 | 큐빅            | 코치 | 2013.12~2014.02       | LCK       |      |
| 2 | 빅파일 미라클   | 코치 | 2014.02~2014.09       | LCK       |      |
| 3 | ESC 에버        | 코치 | 2015.01.06~2015       | CK        |      |
| 4 | 버츄어소 게이밍 | 코치 | 2016.05.26~2016.07.22 |           |      |
| 5 | 담원 게이밍     | 코치 | 2017.11.20~2020.05.27 | CK LCK    |      |
| 6 | 리브 샌드박스   | 코치 | 2020.11.17~2022.10.17 | LCK       |      |

## 수상 내역

### 지도자
- 리그 오브 레전드 챌린저스 코리아 서머 2018 우승